# Heloísa Helena (politiker)

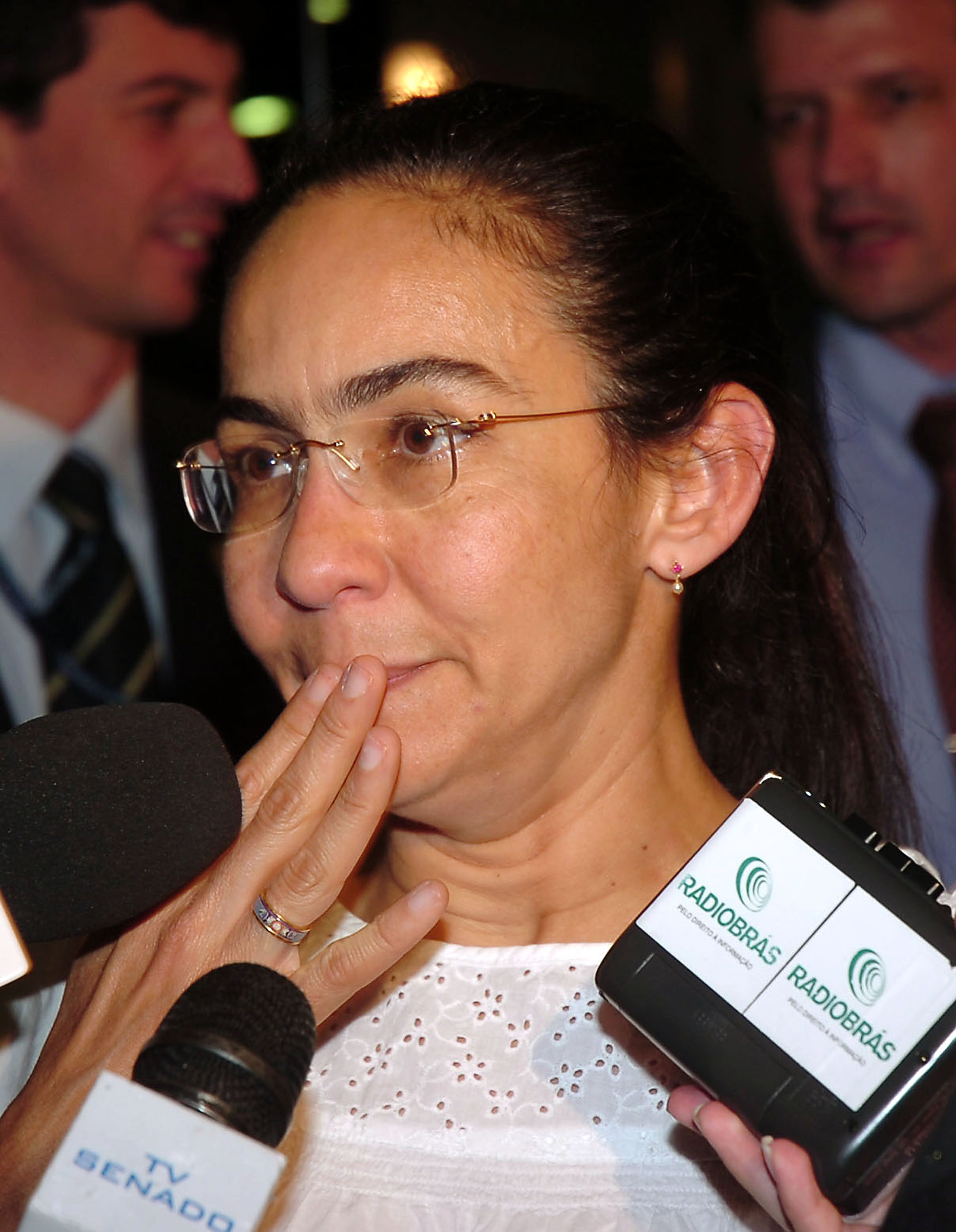
Heloísa Helena

Heloísa Helena Lima de Moraes Carvalho, född den 6 juni 1962 i Pão de Açúcar, Alagoas, är en socialistisk brasiliansk politiker. Hon representerade Brasiliens största parti PT fram till 2003, därefter har hon arbetat för Socialism and Freedom Party (PSOL), ett parti hon grundade 2004. 

## Karriär
1992 valdes hon till borgmästare i Maceió. 1998 blev hon invald till Brasiliens Nationalkongress. 2003 uteslöts hon från PT. 2004 bildade hon Socialism and Freedom Party (PSOL). 